# Malinalco (régészeti lelőhely)
Malinalco egy mexikói azték régészeti lelőhely neve.

## Története
Az aztékok a 15. század második felétől, I. Moctezuma halála után erőteljes terjeszkedési politikába kezdtek. A meghódított népek ellenállása azonban jelentős volt, ezért az aztékok többhelyütt katonai bázisokat létesítettek, hogy fegyveres erővel fenn tudják tartani hatalmukat. Így született meg 1501-ben, Ahuízotl uralkodása idején Malinalco is.
Nevének eredetéről többféle elmélet létezik. Van, amelyik szerint az eredeti név (Malinalxoch) a malinalli nevű növény virágát jelenti, míg mások szerint a malinal, malinalli vagy malinticac valami olyan dologra utal, ami önmaga felé visszakanyarodva spirált vagy elliptikus formát alkot, egyfajta összefonódó kettősséget jelképezve.
A völgy, ahol Malinalco feküdt, természetes útvonalként szolgált a főváros, Tenocstitlan és a délebbre fekvő, ma Guerrero és Morelos államokhoz tartozó területek között. Itt szállították például Tepecoacuilco és Tlahuica térségéből az olyan, adóként szolgáló árukat, mint a réz és a tolldíszek.
A város romjait 1933-ban fedezték fel.

## Leírás
Az egykori város a mai, völgyben fekvő, modern Malinalco település keleti szomszédságában található a Cerro de los Ídolos nevű hegy oldalában, ahova egy több mint 400 lépcsőfokból álló úton lehet feljutni.
Központi épülete egy templom: az úgynevezett Cuauhcalli, azaz „sasok háza”, amelyet szinte teljes egészében a hegy kövéből faragtak ki, ezért világszinten is különlegesnek számít. Ennek alapzata két fő testből áll, valamint két lépcsőből: egy központiból és egy oldalsóból. A központi lépcsőn, a harmadik lépcsőfokon egy harcos szobrának csekély maradványa látható, a lépcső mellett pedig valamilyen macskafélééé (ocelot vagy jaguár). Az épület felső részén egy félkör alaprajzú terület található. A lépcső fölötti részen egy olyan tetőszerkezet van, amelyet José García Payón régész épített újjá, és ami hasonlít ahhoz, amit eredetileg kezdetleges anyagokból építettek fel. A templom oldalain faragott vízelvezető csatornák is láthatók. Az épület valószínűleg arra szolgált, hogy a sas- és jaguárharcosok beavatási szertartásának helyt adjon.
Az úgynevezett 3. számú épület két szobából áll: egy téglalap és egy kör alaprajzúból. Előbbi bejárata mellett két oszlop áll. A helyiség falait korábban valamilyen falfestmény borította, benne pedig egy lepusztult állapotú oltár található. Ugyancsak egy ilyen oltár van a kör alaprajzú szobában is, az épületek keleti és nyugati oldalán pedig a szolgák lakókamráinak maradványai helyezkednek el. Valószínűleg ebben az épületben végezték a csatában elesett harcosok testének elhamvasztási szertartásait.
A 4. számú épület körülbelül 20 m × 40 m-es, téglalap alaprajzú. Közepén két hosszúkás, szarkofágformájú monolitikus alapzat található, amelyet a tetőt tartó faoszlopok helyéül szolgáltak. Valószínűleg itt tartották 260 naponta a netonatiuhzaualiztli nevű Nap-ünnepet.
Az 5. számú épület egy kicsi, kör alakú alapzatra épült. Itt a gladiátorharcokhoz hasonló jelenetek zajlottak le: a fogságba esett ellenséges katonák itt küzdöttek meg az azták sas- és jaguárharcosokkal, természetesen nem egyenlő, hanem az utóbbiak számára kedvező feltételekkel.

## Képek

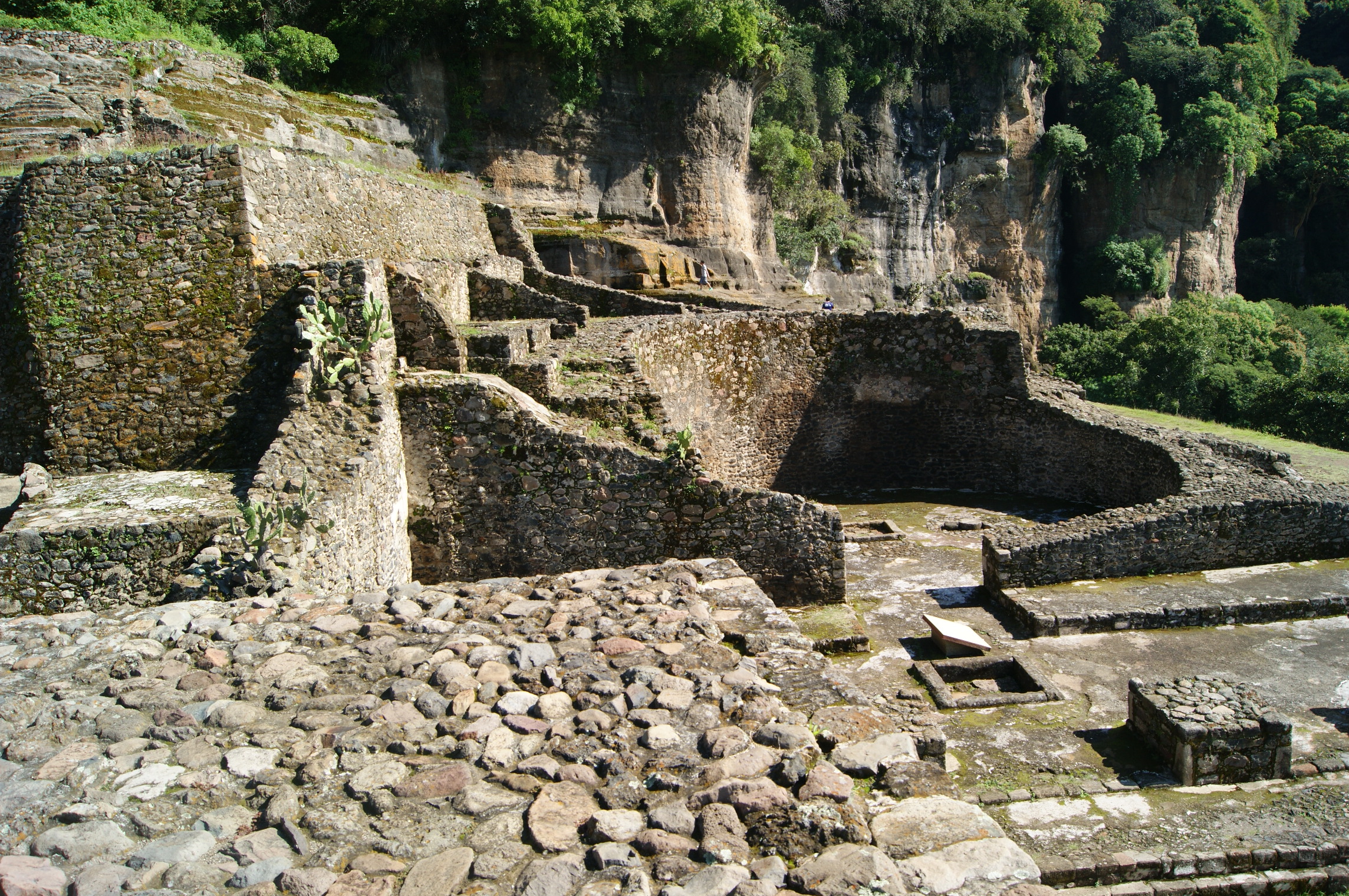
Épületek
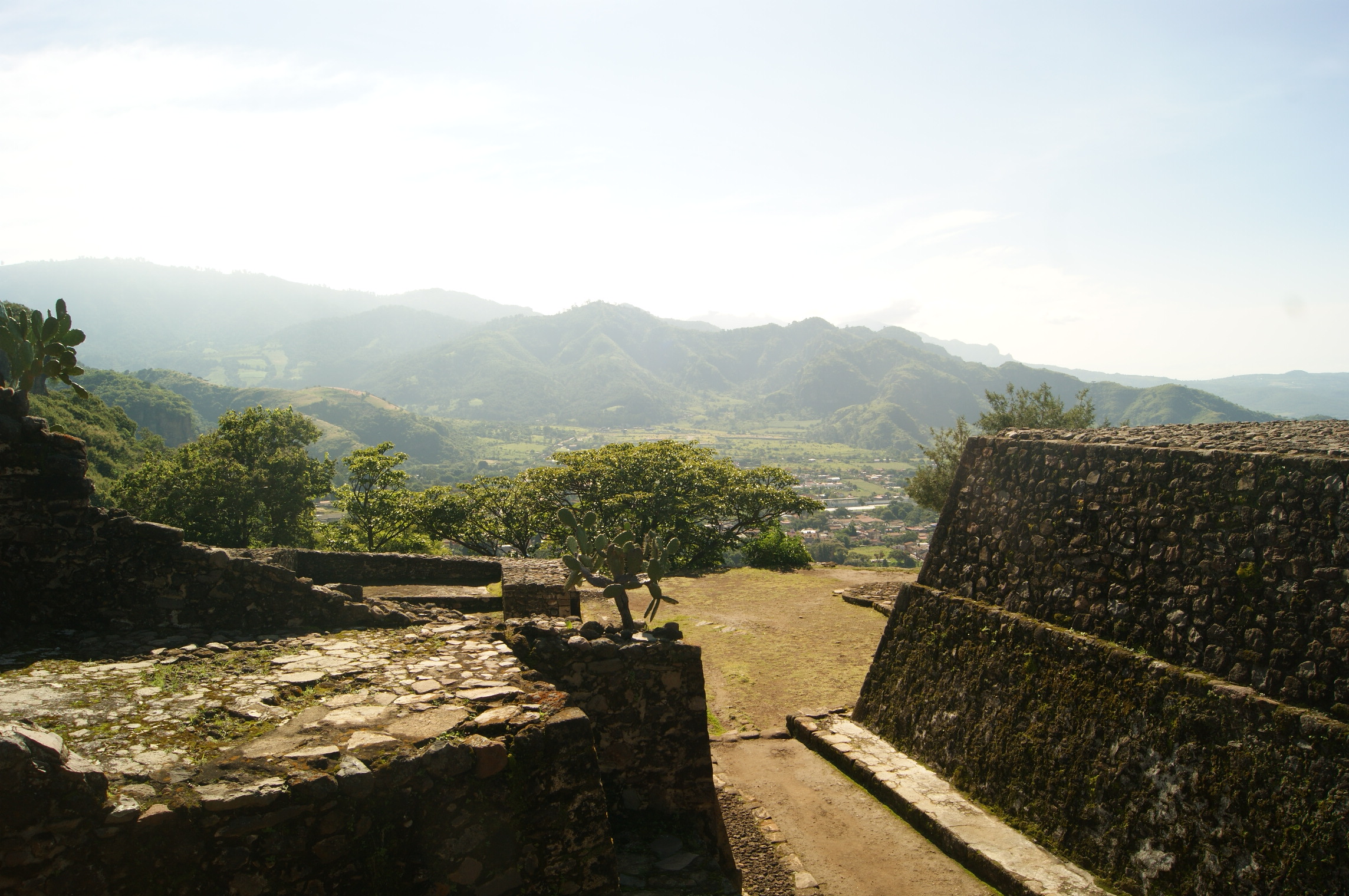
Látképrészlet
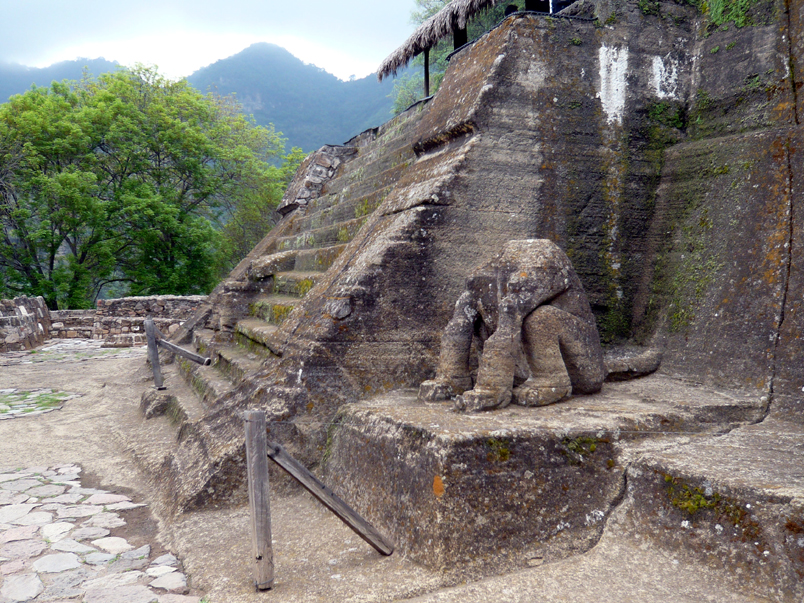
Jaguárszobor maradványa
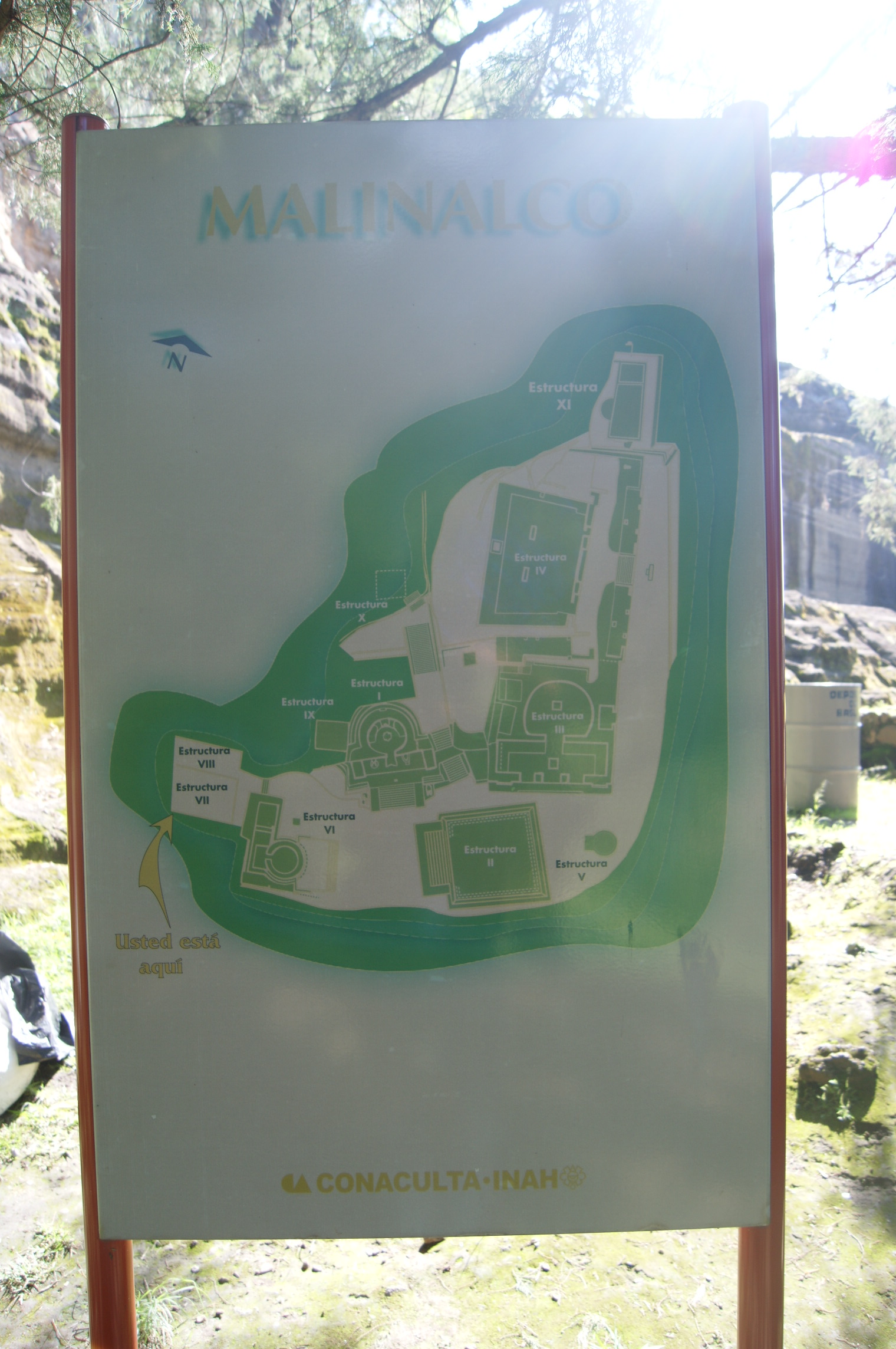
Térképes tábla